# La Villette (Calvados)
La Villette is een gemeente in het Franse departement Calvados in de regio Normandië en telt 153 inwoners (1999).

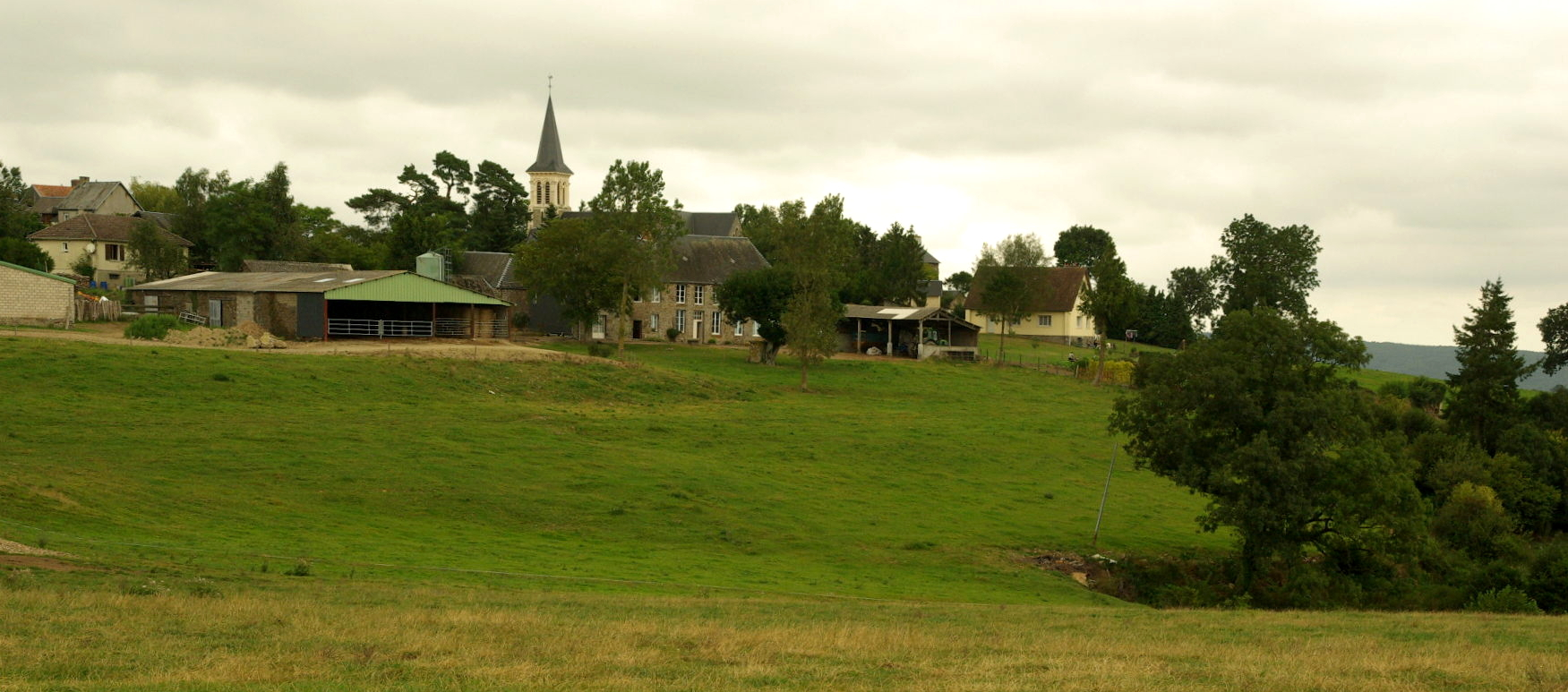
La Villette
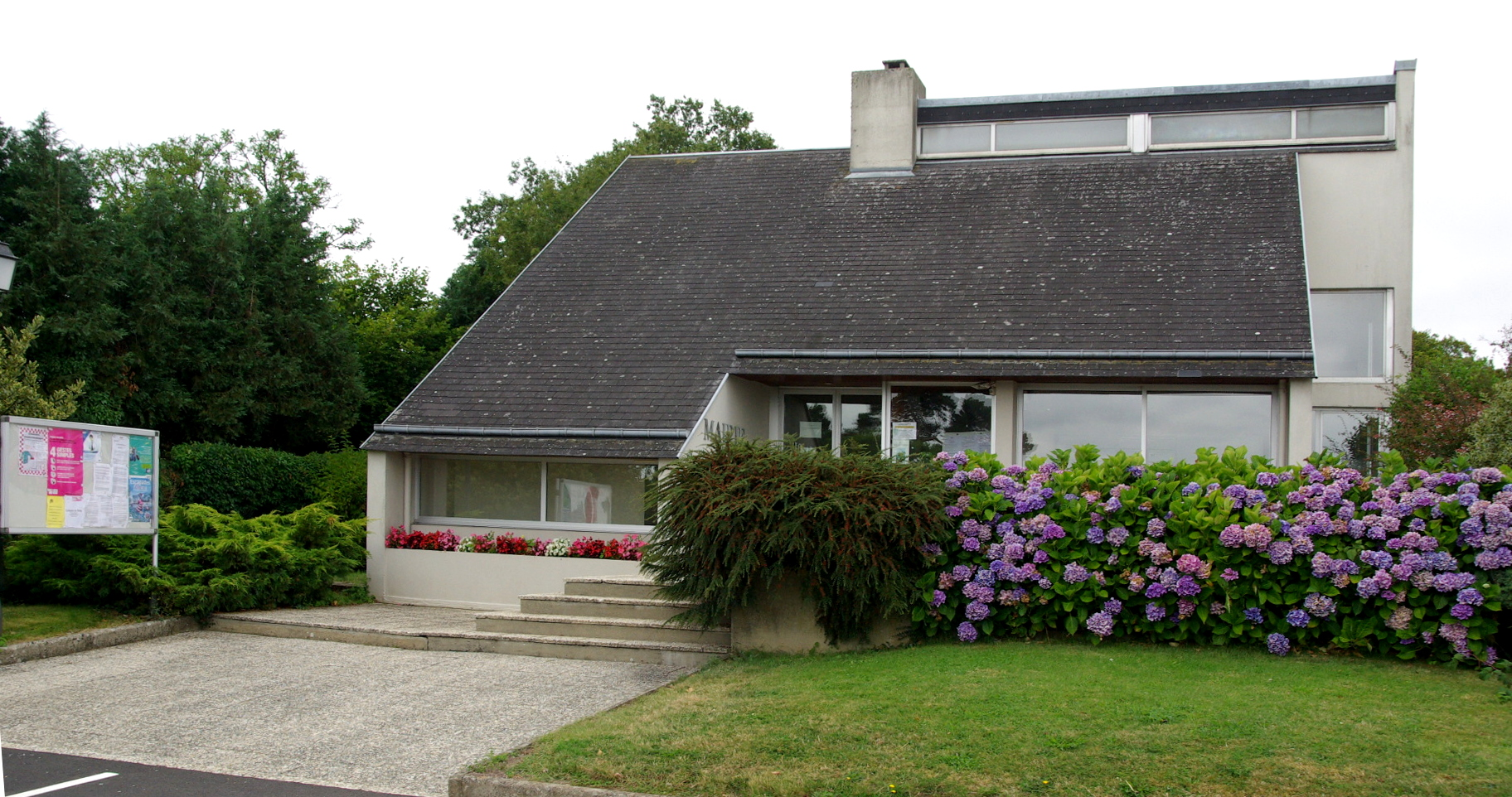
Gemeentehuis
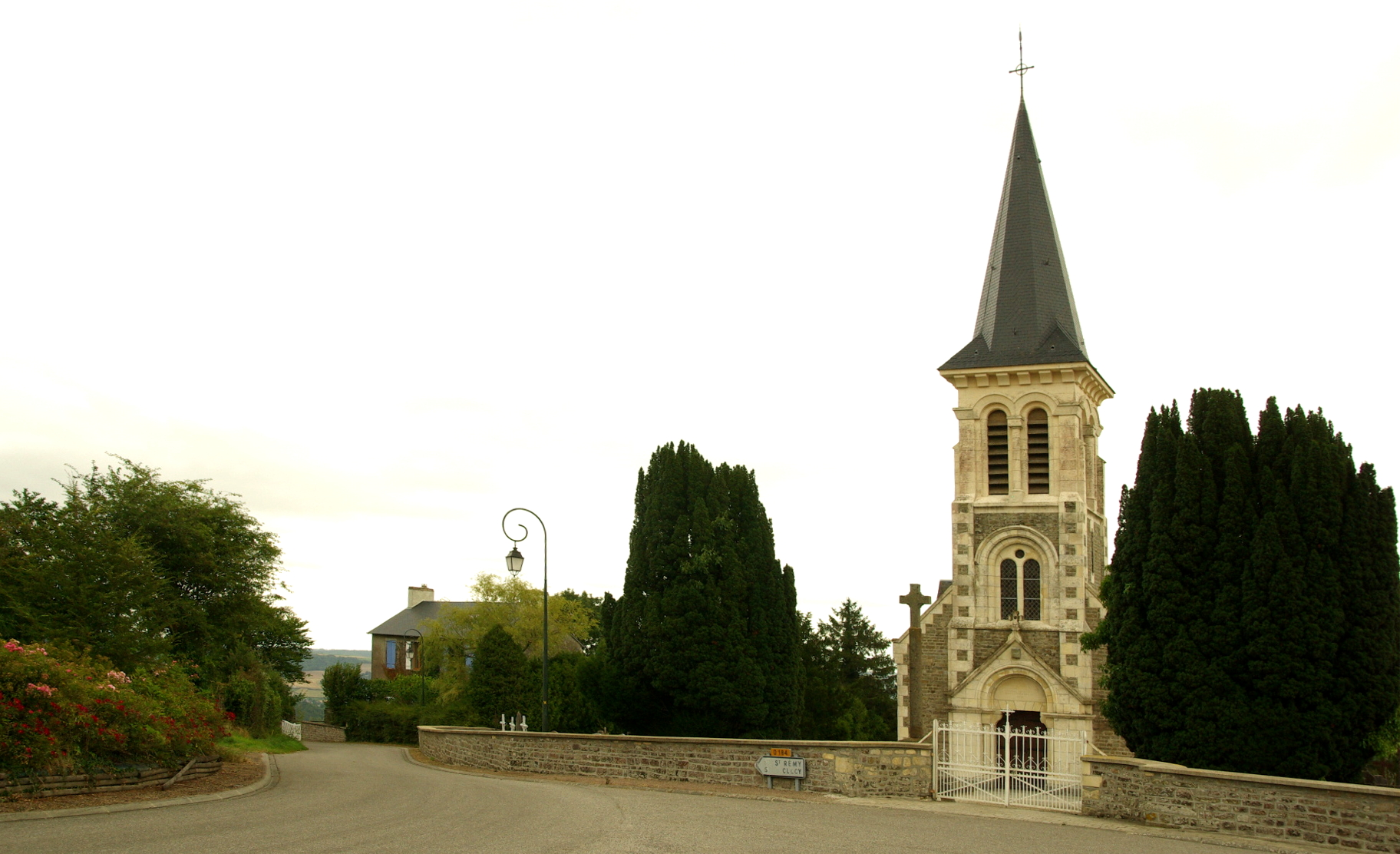
Kerk van La Villette

## Geschiedenis
De gemeente maakt sinds 22 maart 2015 van het kanton Condé-sur-Noireau, op 5 maart 2020 hernoemd naar kanton Condé-en-Normandie, toen de gemeente werd overgeheveld van het kanton Thury-Harcourt. La Villette en Saint-Denis-de-Méré waren hierna de enige twee gemeenten van het kanton in het arrondissement Caen tot op 1 januari 2017 beide werden overgeheveld naar het arrondissement Vire.

## Geografie
De oppervlakte van La Villette bedraagt 9,6 km², de bevolkingsdichtheid is 15,9 inwoners per km².
De onderstaande kaart toont de ligging van La Villette (Calvados) met de belangrijkste infrastructuur en aangrenzende gemeenten.

## Demografie
Onderstaande figuur toont het verloop van het inwonertal (bron: INSEE-tellingen).
Vanwege een beveiligingsprobleem met de MediaWiki Graph-software is het momenteel niet mogelijk deze grafiek weer te geven. Zodra de software is bijgewerkt zal de grafiek vanzelf weer zichtbaar worden.
Condé-en-Normandie · Lassy · Périgny · Le Plessis-Grimoult · Pontécoulant · Saint-Denis-de-Méré · Saint-Jean-le-Blanc · Saint-Vigor-des-Mézerets · Souleuvre en Bocage · Valdallière · La Villette
1. ↑  Populations de référence 2022.